# 乔治广场之战
“乔治广场之战”（英語：Battle of George Square）是英国苏格兰格拉斯哥市警察与克莱德河工业区的工人在乔治广场附近发生的一场暴力冲突，发生于第一次世界大战结束82天后的1919年1月31日星期五，故又称“流血星期五”或“黑色星期五”。事发当天，数万名工人在乔治广场举行大规模罢工，要求缩短每周工作时间，并与警察爆发冲突，造成多人受伤。格拉斯哥市政府宣读《暴乱取缔法》，驱散人群，逮捕罢工领袖。随后数天，英国政府出动坦克和装备机枪的军队占领了格拉斯哥市，罢工最终被政府镇压。

## 四十小时罢工
1918年第一次世界大战结束，英国军火生产需求骤减，大批退伍军人返乡求职，国内劳动市场受到严重冲击，失业率剧增。在苏格兰工业重镇格拉斯哥，由来自不同行业工会的代表组成的克莱德工人委员会倡议，将工人的劳动时间从每周五十四小时缩减至四十小时，以吸收更多失业者加入工作。而企业家为在薪资谈判中占据优势，欢迎高工时和高失业率，因此只接受另一个工会组织——机械工联合会（Amalgamated Society of Engineers）提出的折衷方案：每周四十七小时工作制。双方谈判破裂，工人委员会领袖遂宣布自1919年1月27日（星期一）起举行罢工以示抗议，史称“四十小时罢工”。
27日，四万名克莱德区造船和机械工人走上街头，约三万人聚集在圣安德鲁大厅举行群众大会，随后游行穿过数条主要大街，前往乔治广场。罢工组织委员威廉·加拉赫等在广场发表了演讲，现场群情激愤，有人公然打出了象征革命的红旗。针对继续生产的工厂，罢工委员会采取了一种被当地媒体称为“恐怖主义”的，但却有效且完全合法的措施：派工人纠察队把守工厂门口，排成长队向出门午休的工人施压，直至其自愿放弃上班。至第三天，格拉斯哥市内所有工厂、民营电厂和两座市营电厂中的一座均已完全停工。当天，罢工人数增至七万人，女工和工人妻子也加入了游行队伍。
29日中午，罢工委员会主席曼尼·辛威尔带领工会代表团前往市政厅会见格拉斯哥市长。代表团表示，如果工人的诉求不能以合法途径予以满足，他们将采取更加激进的措施。格拉斯哥市长同意向伦敦发报请示工人提出的四十小时工作制，并请代表团于星期五来听伦敦方面作出的答复。代表团于是一致同意就此在乔治广场上解散，并号召群众于星期五再度举行大规模集会，听取政府回音。
英国战时内阁于30日下午在伦敦召开会议，商讨应对格拉斯哥罢工事态的对策。会议决定政府将贯彻劳务纠纷由工会解决的原则，否决介入此次罢工。鉴于当前欧洲的无产阶级革命风起云涌，格拉斯哥的罢工浪潮有蔓延至全国的风险，会议主席伯纳·劳主张向格拉斯哥增派警力维持秩序，确保电厂和市政公共设施正常运作。内阁最终决定向格拉斯哥派遣政府联络专员并成立临时协商委员会，同时指示作好出动军队和抓捕罢工头目的准备。

## 流血星期五
1月31日星期五，克莱德区的工人早早便从大街小巷涌向乔治广场，拥挤在广场东侧的市政厅前等候政府对诉求的回复。据当时估计，广场上聚集了两万至两万五千人，另说集会人数可能多达六万人。示威者在鼓乐开道下源源不断地向广场行进，市政厅正门前有140名警察排成两排严阵以待，只允许辛威尔、加文区议员尼尔·麦克尼恩、大卫·柯克伍德和机械工联合会格拉斯哥区委书记哈里·霍普金斯组成的代表团入内。各方都急切地等待格拉斯哥市长出现，但市长忙于会见治安委员会，迟迟没有露面，广场气氛剑拔弩张。随着时间推移，耐心耗尽的人群开始躁动起来，砸坏玻璃、截停电车、还在市政府的旗杆上升起了一面硕大的红旗。中午12时20分，局势突然由对峙升级为暴力冲突，关于具体起因双方各执一词：示威者称是警察奉上级命令主动发难，警方则称示威者阻碍了电车的正常运营，警察在排除障碍时遭到投掷物袭击，因此被迫自卫。随着一声令下，警察一齐拔出警棍向前排的人们发起冲击，不论男女老少见人便打，骑警也加入了弹压，在人群中毫无顾忌地横冲直撞。慌乱的人群被赶向与市政厅方向相反的广场西侧，湿滑泥泞的地上横躺着躲避不及的示威者和围观民众，场面迅速恶化。
广场上的罢工领袖首先作出反应，设法集结人群重整秩序，工会代表发现楼下正在厮打，也全从市政厅里赶了出来。加拉赫当时正在位于广场一角的格莱斯顿纪念碑下发表演讲，见状连忙穿过广场跑向指挥行动的警察局长，试图要求他召回部下，但未及近身便被十余名警察打倒在地。冲出市政厅的柯克伍德见鲜血淋漓的加拉赫被警察拖走，正准备举手抗议，旋即也被警官击中后脑，当场昏迷。另一名代表麦克尼恩就在柯克伍德身后一步开外，但警方顾忌他的下议院议员身份，没有对他出手。柯克伍德、加拉赫和一名扑到加拉赫身上保护他免受殴打的锅炉工人随后被警察押回了市政厅。
罢工者在被驱赶了一阵后，开始站稳脚跟向警方还击。起初是赤手空拳，后演变为扔石子和铁块，不久又在广场东北隅高斜坡上的北弗里德里克街拦停了一辆满载玻璃汽水瓶的卡车充当临时街垒。当徒步警察和骑警赶来试图冲破街垒时，罢工者便从车上向其投掷玻璃瓶。凭借人数和高地优势，罢工者不仅击退了冲击，还将警方一路赶回广场东边，大有冲进市政厅之势。和市长一同举行治安会议的拉纳克郡警长麦肯齐（Alastair Mackenzie）见局势失控，连忙走出市政厅，开始宣读《暴乱取缔法》，试图解散人群。但警长还未读完，手中的稿子就被一个飞来的瓶子砸烂，不得不匆匆躲回楼内，通过电话向军队求援。工会代表设法劝散人群的努力也以失败告终。暴力事件在市中心周围的街道持续蔓延，电车被砸毁，商店窗户被打破，商品洗劫一空。第二天出版的《格拉斯哥先驱报》报道称：“包括打、砸、抢在内，街上的骚乱一直持续到昨晚深夜，10点到11点间发生了多起恶性事件。”
当天晚上，辛威尔遭警方逮捕。随后数天，霍普金斯、英国社会党的乔治·伊伯里（George Ebury）、约瑟夫·布伦南（Joseph Brennan）等工会成员也相继被捕，关押于格拉斯哥的公爵街监狱。

## 军队出动

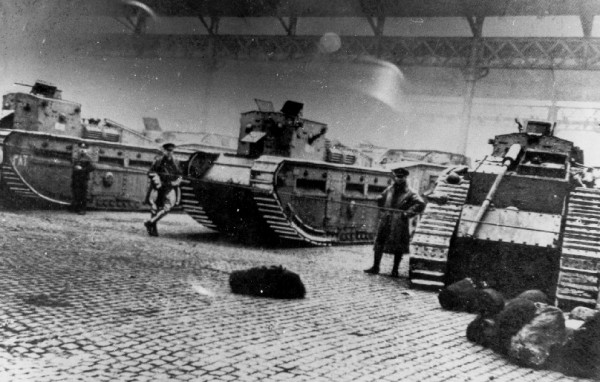
格拉斯哥牲口集市的中型坦克C型。该型坦克原定生产600辆用于1919年战争方案，因一战结束，实际仅产50辆。乔治广场之战是其唯一一次实战运用

31日下午，战时内阁再次由伯纳·劳主持召开紧急会议，十三名文官和三名武官出席。在会上，苏格兰事务大臣罗伯特·蒙罗表现得十分紧张不安，将发生在乔治广场的事件定性为一场“布尔什维克叛乱”。会议开始前，军方已应拉纳克郡警长请求开始调动，英国陆军本土驻军总参谋长罗默将军汇报称已向驻苏格兰英军下达了命令，可在短时间内调集共12,000人前往格拉斯哥。陆军总参谋部副总参谋长哈林顿将军作了补充，称六辆皇家坦克军团的坦克和一百辆配有司机的卡车准备于当晚从多塞特郡博文顿通过铁路北上。参与镇暴的作战单位均为预备役部队，有些刚从法国前线返回等待复员，其中既有英格兰人组成的东萨里步兵团和达勒姆轻步兵团，也包括苏格兰人组成的皇家苏格兰步兵团、锡福斯高地步兵团、戈登高地步兵团和阿盖尔与萨瑟兰高地步兵团。所有部队在开拔前撤出了其中的格拉斯哥人，格拉斯哥的皇家苏格兰燧发枪团也奉命留在当地的马里希尔兵营内——街上许多示威群众是他们的亲朋好友，无法保证这些部队能忠实执行政府的镇压命令。
首批满载士兵的军列于31日晚10时许从爱丁堡抵达格拉斯哥皇后街站，从当天晚上到次日清晨，全副武装的部队陆续从苏格兰各地开入市区。士兵列队经过乔治广场，驻扎于市政厅，开始铺设铁丝网，在屋顶上架设机枪火力点，并将一门榴弹炮运至市政厅门口，炮口对准广场以示威慑。市政厅成了一座军事要塞，卫戍部队可以此为据点守备市中心，并在周围地区布防。至2月1日（星期六）早晨，增援部队已遍布全市，并拿下了桥梁、邮局、火车站等市内公共设施。电厂也被派重兵把守，以防工人纠察队再来串联，阻碍有轨电车和市政照明的正常运转。2月3日（星期一），皇家坦克军团的六辆坦克抵达，驻屯在距乔治广场约1英里（1.61）的市东区牲口集市，并不时在街头巡逻，遏制当地的不安分子。除了对维持秩序起到提振士气的效果，也为警官往来于市区提供了安全的交通工具。慑于军方武力展示，在整个军事占领期间，罢工者均无所动作。

## 余波

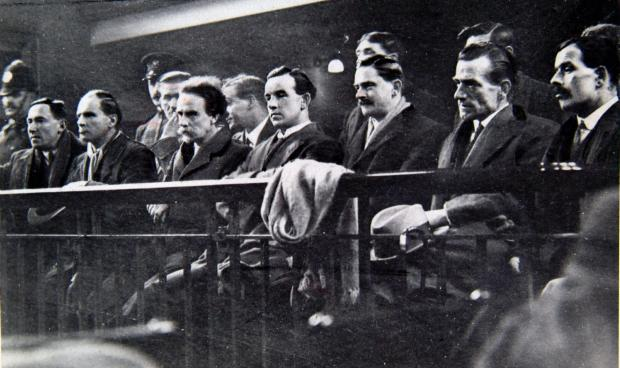
罢工领袖出庭受审。下排左起：曼尼·辛威尔、威廉·加拉赫、乔治·伊伯里、约瑟夫·布伦南、大卫·柯克伍德、哈里·霍普金斯和詹姆斯·穆雷 (工党政治人物)

至2月2日（星期日），格拉斯哥恢复了平静。意识到中央政府明确拒绝介入此次纠纷，罢工又并未扩散至其他工业重镇。从参加罢工的机械工人以外的其他行业开始，人们便慢慢地回到了工作岗位上。2月3日后，工人纠察队停止串联；4日，部分机械加工厂开始重新生产；5日，市政供电系统恢复正常。2月10日，罢工委员会承认罢工失败，宣布各行工人从2月12日（星期三）起全面复工。根据先前的折衷方案，新的周工作时间从五十四小时减少至四十七小时。四十小时工作制直到数十年后第二次世界大战结束才最终落实。
此次暴力冲突造成双方多人受伤。次日出版的新闻报道称医院共接治了53名伤员，另有更多人选择自行求医或回家疗养。事件没有造成人员死亡。2月6日，格拉斯哥市议会应工党议员要求对1月31日发生的流血冲突进行公开调查，期间议员指出进一步的军事占领已无必要，敦促军队立刻撤出。据当地媒体记载，最后一批军队于2月17日离开格拉斯哥。
1919年4月7日，苏格兰高等刑事法院在爱丁堡开庭，辛威尔、加拉赫、柯克伍德等六名工会领袖被控犯有暴动和煽动暴动罪，另有六名非工会成员被控暴动罪。法庭陪审团以14比1的表决裁定加拉赫和辛威尔煽动暴动罪成立，分别判处两人三个月和五个月监禁，其余被告无罪释放。加拉赫对当时没有伺机发动革命一直耿耿于怀：“人们盼望着起义，这本来是应该发生的。工人们都已作好准备且有能力将其实现；但领导方面从来没有想到要起义。”他还声称：“倘若当时有一位经验丰富的领导人，就应该带领游行群众前往城里的马里希尔兵营而非格拉斯哥绿地。在那里我们很容易说服士兵们出来，整个格拉斯哥就将为我们掌控。”但今天的历史学家大多认为这只是加拉赫的一厢情愿。
工人运动在缩短工时方面的努力以失败告终，但却在选举方面大获成功。在1922年英国大选中，人称“红色克莱德河岸”的克莱德区左翼工人以独立工党身份参选，并赢得了格拉斯哥议会选区15个席位中的10席。柯克伍德和辛威尔分别以64.29%和46.4%的支持率击败自由党和保守党代表当选议员。加拉赫后来更成为屈指可数得以进入下议院的共产党籍议员之一。民众对工人遭遇和工人运动的同情态度，为克莱德河岸区成为社会主义政党票仓奠定了基础。

### 引用
1. ↑  Read (2008)，第83頁.
2. 1 2 3 4  Brocklehurst (2019).
3. 1 2 3 4  McKie (2019).
4. ↑  McLean (1983)，第113-117頁.
5. 1 2 3  Read (2008)，第87頁.
6. ↑  齐世荣 (1998)，第370頁.
7. 1 2 3 4 5 6  Craig (2011)，ch.18.
8. ↑  McLean (1983)，第122頁.
9. ↑  McLean (1983)，第123頁.
10. ↑  齐世荣 (1998)，第372頁.
11. ↑  McLean (1983)，第124-125頁.
12. 1 2 3  MacAskill (2019)，ch.15.
13. ↑  齐世荣 (1998)，第373頁.
14. ↑  齐世荣 (1998).
15. ↑  Barclay (2018)，第269-270頁.
16. 1 2  Barclay (2018)，第280頁.
17. 1 2  齐世荣 (1998)，第375頁.
18. ↑  Fletcher (2014)，第34頁.
19. ↑  Read (2008)，第88頁.
20. ↑  Barclay (2018)，第278, 284-286頁.
21. 1 2  MacAskill (2019)，ch.16.
22. ↑  Barclay (2018)，第284頁.
23. 1 2  Webb (2016)，ch.4.
24. ↑  B. H. Liddell (1959)，第205頁.
25. ↑  McLean (1983)，第126-127頁.
26. ↑  McLean (1983)，第126頁.
27. ↑  Barclay (2018)，第289頁.
28. ↑  McLean (1983)，第127-129頁.
29. ↑  MacAskill (2019)，appx.B.
30. ↑  Read (2008)，第86頁.
31. ↑  MacAskill (2019)，ch.18.

### 书籍
- B. H. Liddell, Hart.  1. London: Cassell. 1959. ASIN B000SDLRYM.
- Craig, Maggie. . Mainstream Publishing. 2011: Edinburgh. ISBN 978-1-845-96735-2.
- Fletcher, David. . New Vanguard 207. Oxford: Osprey Publishing. 2014. ISBN 978-1-78200-399-1.
- MacAskill, Kenny. . London: Biteback Publishing. 2019. ISBN 978-1-785-90454-7.
- McLean, Iain. . Edinburgh: John Donald Publishers. 1983. ISBN 0-85976-095-2.
- Read, Anthony. . New York, N.Y.: W. W. Norton & Company. 2008. ISBN 978-0-393-06124-6.
- Webb, Simon. . Barnsley, South Yorkshire: Pen & Sword History. 2016. ISBN 978-1-47386-286-9.
- 齐世荣 (编). . 北京: 商务印书馆. 1998. ISBN 7-100-02470-6.

### 在线资源
- Barclay, Gordon J. . Journal of Scottish Historical Studies. 2018, 38 (2): 261-292. doi:10.3366/jshs.2018.0248.
- Brocklehurst, Steven. . BBC News. 2019-01-31. （原始内容存档于2019-05-10）.
- McKie, Robin. . The Guardian. 2019  [2019-09-18]. ISSN 0261-3077. （原始内容存档于2019-07-11）.

## 拓展阅读
- Challinor, Raymond. . Totowa, N.J.: Rowman and Littlefield. 1977. ISBN 0-856-64448-X.
- Magnusson, Magnus. . New York, N.Y.: Grove Press. 2003. ISBN 978-0-802-13932-0.
- Slowe, Peter. . London: Pluto Press. 1993. ISBN 978-0-745-30736-7.